# Giza
Giza (arabă al-Dschīza, al-Ǧīza,) este după Cairo și Alexandria al treilea oraș ca mărime  din Egipt. El are un număr de 3.258.540 locuitori fiind situat în provincia al-Ǧīza, pe Valea Nilului în apropiere de Cairo.

## Orașe înfrățite
- Los Angeles (de la data de 27. iunie 1989)